# キヨヒダカ
キヨヒダカ（Kiyo Hidaka、1978年2月23日 - 不明）は、日本の競走馬、種牡馬。主な勝ち鞍に1983年の安田記念、京王杯オータムハンデキャップ、新潟大賞典。ダート・芝コースを問わず短距離・中距離路線で活躍した。
長らく中山競馬場ダート1800mのレコードホルダーであるため、競馬新聞などの出馬表に名前が掲載されていることもあり、比較的一般ファンにも名前が知られている。

## 競走馬時代
美浦トレーニングセンターの森安弘昭厩舎に所属したキヨヒダカは、3歳時（1980年）デビュー戦で2着となったあと、中京競馬場の未勝利戦（ダート1000m）で初勝利をあげる。
4歳（1981年）になってクラシック路線を目指して、1勝馬の身ながら重賞競走に挑戦する。中山競馬場での京成杯、同じく中山競馬場でのスプリングステークスと連続で3着になり、クラシック第1弾皐月賞の出走権を獲得する。
6番人気となった皐月賞では、ここまでと同様先行して見せ場を作るも13着に敗れる。その後、東京優駿（日本ダービー）出走をかけてオープン競走に出走するも6着に終わり出走権は得られなかったが、この後はダートの競走で圧勝すると、芝の条件特別でも安定した成績を残す。
5歳時（1982年）は中京競馬場での芝の条件特別を勝ったあと、中山競馬場ダート1800mのオープンを1分49秒0のレコードタイムで快勝。札幌競馬場で3戦するもいいところがなかった（7着・5着・3着）が、函館競馬場での巴賞（芝1800m）を勝ち、芝のスピードレースでも通用するところを見せる。この後の函館競馬場での2戦は惨敗するも、休養後のダービー卿チャレンジトロフィーで2着に入り、いよいよ充実の6歳を迎える。
6歳時（1983年）は初戦の中山競馬場ダート1800mの準オープン特別を1分48秒5のレコードタイムで快勝。続くダートのオープン特別は6着だったが、スプリンターズステークス2着、京王杯スプリングハンデキャップ3着、そして、新潟大賞典では、初騎乗の増沢末夫を背に1番人気に応え重賞初勝利を飾る。
続く安田記念は、翌年からGⅠ競走になったものの、グレード制導入前のハンデキャップのマイル重賞であったが、桜花賞優勝馬のブロケードを鼻差退け、重賞を連勝する。更に1戦を挟んで、秋の京王杯オータムハンデキャップも勝ち、この年重賞3勝目を飾った。だが秋シーズンは毎日王冠に挑むも7着。福島民報杯でも3着に敗れた。
7歳時（1984年）は安田記念で果敢に先行し5着に粘るも、それ以降8歳（1985年）までは、よい成績を残せずに引退となった。

## 年度別競走成績
- 1980年（3歳）- 未勝利
- 1981年（4歳）- 400万下、錦秋特別（800万下）
- 1982年（5歳）- ガーネットステークス（1300万下）、オープン、巴賞
- 1983年（6歳）- 初春賞（1800万下）、新潟大賞典、安田記念、京王杯オータムハンデ
- 1984年（7歳）- 未勝利
- 1985年（8歳）- 未勝利

## 種牡馬時代
オーナーのキヨミネ牧場で種牡馬となる。初年度1986年4頭に種付け、産駒2頭。1987年5頭種付け、産駒4頭。成績がふるわなくなってから種牡馬となったため配合牝馬はわずかであった。1999年10月30日付で用途変更となり、それ以降の動向はわかっていない。
初年度に生まれた2頭のうちの1頭であるヒダカハヤトは、デビューすると新馬勝ちを収め、4歳時には、父内国産馬限定重賞のカブトヤマ記念を8番人気で見事逃げ切りし産駒初の重賞制覇を果たす。さらに8歳時にも、10番人気で出走した日刊スポーツ賞金杯を逃げ切り優勝。同年のカブトヤマ記念は、1番人気でまたも逃げ切り優勝を果たした。なお、ヒダカハヤトも引退後種牡馬となったが、残した4頭の産駒は繁殖入りすることなく、血筋は途絶えた。

## 血統表
| キヨヒダカの血統（レイズアネイティヴ系（ネイティヴダンサー系） / Bull Lea 父内5x5=6.25%、 Asterus 母内5x5=6.25%） | キヨヒダカの血統（レイズアネイティヴ系（ネイティヴダンサー系） / Bull Lea 父内5x5=6.25%、 Asterus 母内5x5=6.25%） | キヨヒダカの血統（レイズアネイティヴ系（ネイティヴダンサー系） / Bull Lea 父内5x5=6.25%、 Asterus 母内5x5=6.25%） | （血統表の出典）       | （血統表の出典） |
| 父 *ホープフリーオン Hopefully On 1972 栗毛 アメリカ                                                              | 父の父Raise a Native 1961 栗毛 アメリカ                                                                           | Native Dancer | Polynesian             | Polynesian       |
| 父 *ホープフリーオン Hopefully On 1972 栗毛 アメリカ                                                              | 父の父Raise a Native 1961 栗毛 アメリカ                                                                           | Native Dancer | Geisha                 |                  |
| 父 *ホープフリーオン Hopefully On 1972 栗毛 アメリカ                                                              | 父の父Raise a Native 1961 栗毛 アメリカ                                                                           | Raise You | Case Ace               | Case Ace         |
| 父 *ホープフリーオン Hopefully On 1972 栗毛 アメリカ                                                              | 父の父Raise a Native 1961 栗毛 アメリカ                                                                           | Raise You | Lady Glory             |                  |
| 父 *ホープフリーオン Hopefully On 1972 栗毛 アメリカ                                                              | 父の母Sweet Tooth 1965 鹿毛 アメリカ                                                                              | On-and-On | Nasrullah              | Nasrullah        |
| 父 *ホープフリーオン Hopefully On 1972 栗毛 アメリカ                                                              | 父の母Sweet Tooth 1965 鹿毛 アメリカ                                                                              | On-and-On | Two Lea                |                  |
| 父 *ホープフリーオン Hopefully On 1972 栗毛 アメリカ                                                              | 父の母Sweet Tooth 1965 鹿毛 アメリカ                                                                              | Plum Cake | Ponder                 | Ponder           |
| 父 *ホープフリーオン Hopefully On 1972 栗毛 アメリカ                                                              | 父の母Sweet Tooth 1965 鹿毛 アメリカ                                                                              | Plum Cake | Real Delight           |                  |
| 母 シカドール 1965 鹿毛 日本                                                                                      | 母の父Sica Boy 1951 鹿毛 フランス                                                                                 | Sunny Boy | Jock                   | Jock             |
| 母 シカドール 1965 鹿毛 日本                                                                                      | 母の父Sica Boy 1951 鹿毛 フランス                                                                                 | Sunny Boy | Fille de Soleil        |                  |
| 母 シカドール 1965 鹿毛 日本                                                                                      | 母の父Sica Boy 1951 鹿毛 フランス                                                                                 | Sica | Meridien               | Meridien         |
| 母 シカドール 1965 鹿毛 日本                                                                                      | 母の父Sica Boy 1951 鹿毛 フランス                                                                                 | Sica | Sylla                  |                  |
| 母 シカドール 1965 鹿毛 日本                                                                                      | 母の母*パーミーン Parmene 1958 鹿毛 イギリス                                                                      | Pardal | Pharis                 | Pharis           |
| 母 シカドール 1965 鹿毛 日本                                                                                      | 母の母*パーミーン Parmene 1958 鹿毛 イギリス                                                                      | Pardal | Adargatis              |                  |
| 母 シカドール 1965 鹿毛 日本                                                                                      | 母の母*パーミーン Parmene 1958 鹿毛 イギリス                                                                      | Dynamene | My Babu                | My Babu          |
| 母 シカドール 1965 鹿毛 日本                                                                                      | 母の母*パーミーン Parmene 1958 鹿毛 イギリス                                                                      | Dynamene | Anne of Essex F-No.2-i |                  |

半兄に新潟グランプリ勝ちのキヨハク、半妹のキヨヒホウは中央で9勝を挙げたほか、その産駒のレオリュウホウは1998年のセントライト記念を10番人気で勝ち、馬連万馬券の波乱を演出。2000年の日経賞ではグラスワンダーと言った面々を相手に勝利する。
父ホープフリーオンはアリダーの全兄で、競走馬時代は10戦3勝に終わったが、種牡馬としてキヨヒダカの他にロングヒエン（マイラーズカップ）や、タケノヒエン（毎日杯、スプリングステークス）らを輩出した。